# 喜马拉亚星
《喜马拉亚星》（英語：Himalaya Singh）是2005年上映的香港電影，由韋家輝擔任導演、監制兼編劇，以及由劉青雲、鄭中基、吳鎮宇等主演。

## 劇情
在中國和印度边境喜马拉雅山成长的亚星（郑中基饰）是印度瑜伽高手，成年之后，他的父母叫他下山去印度瑜伽城参加瑜伽大赛，在印度，他遇到了大家姐（应采儿饰），大家姐算计瑜伽大王的女儿印度西施，决心让她娶个坏男人，于是联合三大恶人（成奎安、李兆基、黄光亮饰）一起来教坏亚星。
香港人惊青舅父（刘青云饰）和兩个外甥（徐天佑、黄又南饰）跟着旅行团到印度游山玩水，同时和他们一起的还有一个大胆叔叔（吴镇宇饰），他们后来喝下印度神奇油，忘记了自己的身份，于是开始寻找自己到底是谁。
后来，亚星、惊青舅父及大胆叔叔因各自原因去瑜珈城參加瑜珈大賽。
最終，亚星在冥想自己成為新一任的梵天守護者，並永遠都不会醒來。可是梵天睜開了眼睛，世界一片混濁，然後返回到石器時代，世界重新開始...

## 演員表
| 演员            | 角色                 | 备注         |
| 刘青云          | 惊青舅父             |              |
| 郑中基          | 亚星／亚星父／亚星母 | 一人分飾三角 |
| 吴镇宇          | 大胆叔叔             |              |
| 张柏芝          | 孔雀                 | 特別客串     |
| 应采儿          | 大家姐               |              |
| 徐天佑          | 外甥                 |              |
| 黄又南          | 外甥                 |              |
| 成奎安          | 三大恶人之一         |              |
| 李兆基          | 三大恶人之一         |              |
| 黄光亮          | 三大恶人之一         |              |
| Gauri Karnik    | 印度西施             |              |
| I Love You Boyz | 兩頭蛇               | 聲演         |

## 花絮
该片在印度实地取景，郑中基自曝在路边吃便当還有骆驼在旁边小便。

## 外部連結
- 香港影庫上《喜马拉亚星》的資料（繁體中文）
- 開眼電影網上《喜马拉亚星》的資料（繁體中文）
- 豆瓣电影上《喜马拉亚星》的資料 （简体中文）
- 时光网上《喜马拉亚星》的資料（简体中文）
- AllMovie上《喜马拉亚星》的资料（英文）
- 爛番茄上《喜马拉亚星》的資料（英文）
- 互联网电影数据库（IMDb）上《喜马拉亚星》的资料（英文）